# Puppe (Rettungsschwimmen)

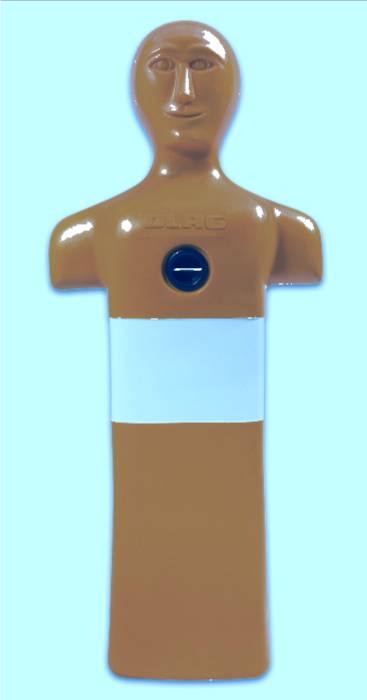
Regelkonforme Puppe

Unter der Puppe versteht man im Rettungssport, Rettungsschwimmen und bei der Wasserrettung einen hohlen Kunststoff-Torso, ohne Arme und Beine, der mit Wasser gefüllt wird. Komplett gefüllt hat die Puppe im Wasser etwa das Gewicht und den Wasserwiderstand eines großen Kindes.  
Die Puppe dient der Simulation des Rettens einer Person. Damit im internationalen Rettungssport gleiche Bedingungen für die Wettkämpfer herrschen, ist die Puppe nach dem "ILSE Competition Rulebook" genormt.

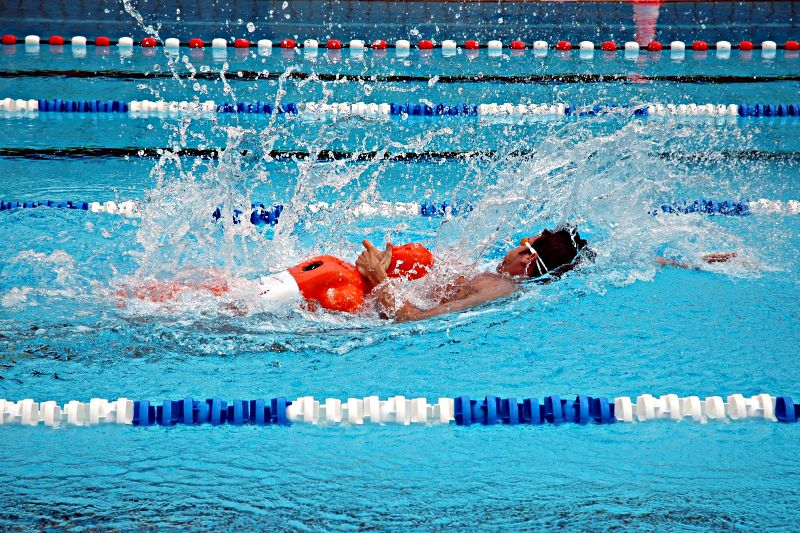
Rettungsschwimmer beim Puppeschleppen

## Anwendung
Die Puppe wird hauptsächlich als Sportgerät bei den Pool-Wettbewerben im Rettungssport verwendet. In halb mit Wasser gefülltem Zustand schwimmt die Puppe an der Wasseroberfläche und kann mit dem Gurtretter geschleppt werden. Ist die Puppe völlig mit Wasser gefüllt, sinkt sie im Wasser zu Boden. Sie kann dann vom Boden hochgetaucht und vom Rettungsschwimmer durch das Wasser geschleppt werden. Bei Freigewässer-Wettkämpfen kommt die Puppe nicht zum Einsatz.

## Puppen-Disziplinen im Rettungssport
Die Puppe kommt bei folgenden Einzel- und Mannschaftsdisziplinen zum Einsatz:
- Retten einer Puppe (25 m Anschwimmen in Freistil, Hochtauchen der Puppe und 25 m schleppen)
- Retten einer Puppe mit Flossen 50 bzw. 100 m (25 bzw. 50 m anschwimmen mit Flossen, Hochtauchen der Puppe und 25 bzw. 50 m schleppen der Puppe mit Flossen)
- Kombinierte Rettungsübung (50 m Freistil, 17,5 m Tauchen, Puppenaufnahme, Puppe schleppen bis 100 m erreicht sind)
- Retten einer Puppe mit Flossen und Gurtretter (50 m Flossenschwimmen, Puppenübernahme und 50 Schleppen der Puppe mit dem Gurtretter)
- Super-Lifesaver (75 m Freistil, Puppenaufnahme, 25 m Puppe schleppen, Anlegen von Flossen und Gurtretter, 50 m Flossen schwimmen mit Gurtretter, Puppenübernahme, 50 m Schleppen der Puppe mit Flossen und Gurtretter)
- Puppenstaffel
- Rettungsstaffel